# 田鹿倫基
田鹿 倫基（1984年 - ）は、日本のマーケター。日南市マーケティング専門官を務める。

## 来歴
2009年に宮崎大学を卒業し、同年リクルート入社。アドオプティマイゼーション推進室でネット新規事業開発に関わる。
2011年アドウェイズ上海法人を経て、2013年に日南市マーケティング専門官に就任。以後、以下の公職に就く。
- 2015年  SENQ霞ヶ関  メンター（継続中）
- 2015年  東京都 アクセラレーションプログラム パブリックメンター （継続中）
- 2018年  日之影町まちづくりアドバイザー（継続中）
- 2018年  国土交通省  働き方改革を支える今後の不動産のあり方検討会 委員
- 2019年  総務省 地域おこし協力隊の今後に向けた意見交換会 委員（継続中）

また、2017年から、日刊工業新聞「ニュースイッチ」のコメンテーターも務めている。